# Reinwarthhöhe
Reinwarthhöhe är en kulle i Antarktis. Den ligger i Västantarktis. Argentina och Storbritannien gör anspråk på området. Toppen på Reinwarthhöhe är 271 meter över havet.
Terrängen runt Reinwarthhöhe är huvudsakligen platt. Trakten är obefolkad. Det finns inga samhällen i närheten.